# Svinčev(II) sulfid
Svinčev(II) sulfid je anorganska spojina s formulo PbS. Je glavna sestavina galenita, najpomembnejšega svinčevega minerala in najpomembnejše svinčeve rude. PbS je polprevodnik z nišno uporabnostjo.

## Nastanek, osnovne lastnosti in sorodne snovi
Če se v raztopine svinčevih(II) soli uvaja vodikov sulfid ali se jim doda sulfidne soli, se iz raztopine obori črn svinčev(II) sulfid:
Pb2+ + H2S → PbS↓ + 2 H+
Reakcija se uporablja v kvalitativni anorganski analizi. Prisotnost vodikovega sulfida ali sulfidnih ionov se ugotavlja s "svinčevim acetatnim papirjem".  
PbS je polprevodnik, tako kot sorodna PbSe in PbTe. Bil je ena od prvih snovi, ki so se uporabljale kot polprevodniki. Svinčev sulfid kristalizira v kubičnih kristalih, podobno kot kuhinjska sol, in se po tem značilno razlikuje od mnogo drugih polprevodnikov iz skupine IV.-VI. 
PbS (galenit) je glavna ruda za pridobivanje svinca. Ruda se najprej praži in nato reducira do elementarnega  svinca. Idealiziran proces se zapiše z naslednjima enačbama:
2 PbS + 3 O2 → 2 PbO + 2 SO2
PbO + C → Pb + CO
Nastali žveplov dioksid je uporaben  za proizvodnjo žveplove kisline.

### Nanodelci
Svinčev sulfid vsebuje dobro preučene nanodelce in kvantne točke. Tradicionalno se takšne snovi pridobivajo s spajanjem svinčevih soli z različnimi sulfidi. Nanodelci PbS so se nedavno preskusili v sončnih celicah.

## Uporaba
Svinčev sulfid ima majhno tržno vrednost. Je ena  od najstarejših in najpogostejših snovi, ki se uporabljajo v različnih detektorjih infrardečega sevanja. Kot tak deluje kot detektor fotonov in se odzove neposredno na fotone sevanja in ne na spremembo temperature, ki jo povzroči sevanje. Kot element za merjenje sevanja se uporablja na dva načina: z merjenjem mikro tokov, ki jih sprožijo fotoni, ko zadenejo PbS, ali z merjenjem spremembe električne upornosti, ki jo povzročijo fotoni. Slednja metoda je bolj pogosta. Pri sobni temperaturi je PbS občutljiv na sevanje z valovno dolžino približno 1 do 2,5 μm. Območje ustreza krajšim valovnim dolžinam infrardečega dela spektra. Takšne valovne dolžine sevajo samo zelo vroča telesa.
Z ohlajanjem PbS senzorjev, na primer s tekočim dušikom ali termoelektrično, se območje občutljivosti premakne približno na območje 2 do 4  μm. Telesa, ki emitirajo valovanje na tem valovnem območju, morajo biti še vedno zelo vroča (nekaj sto °C), vendar ne tako kot v prejšnjem primeru. Kot detektorja  se uporabljata tudi indijev antimonid (InSb) in živosrebrov-kadmijev telutrid (HgCdTe). Slednji ima na dolgovalovnem  območju nekoliko boljše lastnosti. Detektorji s PbS so zaradi njegove visoke dielektrične konstante relativno počasni v primerjavi s silicijem, germanijem, InSb ali HgCdTe.
PbS se je nekoč uporabljal kot črn pigment.

## Vesolje
Vzpetine na planetu Venera so nad višino 2,6 km  prevlečene s sijočo snovjo. Sestava te prevleke ni povsem zanesljivo znana, ena od teorij pa trdi, da na  Veneri "sneži" kristaliziran svinčev sulfid, podobno kot na Zemlji zmrznjena voda. Če je to res, gre za prvi primer odkritja svinčevega sulfida na kakšnem drugem planetu. Druga dva kandidata za Venerin "sneg" sta bizmutov sulfid (BiS) in telur. 

## Varnost
Svinčev(II) sulfid je netopen v vodi in zato skoraj nestrupen. S pirolizo, na primer med praženjem, nastajajo strupene pare. Pri pH, kakršnega ima kri, je netopen in zato verjetno ena od manj strupenih oblik svinca. Veliko nevarnost za zdravje predstavlja sinteza PbS iz svinčevih karboksilatov, ki so zelo topni in zato strupeni in lahko povzročijo negativna psihološka stanja.